# Canottaggio ai Giochi della XI Olimpiade - Otto maschile
La competizione del otto maschile dei Giochi della XI Olimpiade si è svolta dal 12 al 14 agosto 1936 al bacino di Grünau, Berlino.

## Risultati

### Batterie
Si sono disputate il 12 agosto. Il vincitore di ciascuna serie in finale, i restanti al recuperi.
| Pos. | Nazione        | Atleti | Tempo  |
| ---- | -------------- | --- | ------ |
| 1    | Stati Uniti    | Roger Morris, Charles Day Gordon Adam, John White James McMillin, George Elwood Hunt Joe Rantz, Donald Hume Tim:Robert Moch                           | 6'00"8 |
| 2    | Gran Bretagna  | Annesley Kingsford, Tom Askwith McAllister Lonnon, Desmond Kingsford John Cherry, John Couchman Hugh Mason, Ran Laurie Tim:Noel Duckworth             | 6'02"1 |
| 3    | Francia        | Émile Lecuirot, Louis Devillié Henri Souharce, Alphonse Bouton Camille Becanne, Bernard Batillat Jean Cottez, Marcel Charletoux Tim:Claude Lowenstein | 6'11"6 |
| 4    | Giappone       | Tadashi Negishi, Masaru Kashiwahara Shusui Sekigawa, Isamu Mita Osamu Kitamura, Haruyoshi Nakagawa Takeo Hori, Yoshiteru Suzuki Tim:Tadashi Shimijima | 6'12"3 |
| 5    | Cecoslovacchia | Karel Brandstätter, Pavel Parák Jan Holobrádek, Ladislav Smolík František Šír, František Kobzík Rudolf Baránek, Antonín Hrstka Tim:Bedřich Procházka  | 6'28"6 |

| Pos. | Nazione   | Atleti | Tempo  |
| ---- | --------- | --- | ------ |
| 1    | Ungheria  | Pál Domonkos, Sándor von Korompay Hugó Ballya, Imre Kapossy Antal Szendey, Gábor Alapy Frigyes Hollósi, László Szabó Tim:Ervin Kereszthy               | 6'07"6 |
| 2    | Italia    | Guglielmo Del Bimbo, Dino Barsotti Oreste Grossi, Enzo Bartolini Mario Checcacci, Dante Secchi Ottorino Quaglierini, Enrico Garzelli Tim:Cesare Milani | 6'09"1 |
| 3    | Canada    | Cedric Liddell, Grey McLeish Joseph Harris, Ben Sharpe Jack Cunningham, Charles Matteson Harry Fry, Sandy Saunders Tim:George MacDonald                | 6'14"3 |
| 4    | Australia | Len Einsaar, Joe Gould Merv Wood, Walter Jordan William Cross, George Elias Wal Mackney, Don Ferguson Tim:Norman Ella                                  | 6'21"9 |
| 5    | Brasile   | Arno Franzen, Maximo Fava Ernesto Sauter, Alfredo de Bôer Frederico Tadevald, Henrique Kranen Nilo Franzen, Lauro Franzen Tim:Rodolpho Rath            | 6'33"2 |

| Pos. | Nazione    | Atleti | Tempo  |
| ---- | ---------- | --- | ------ |
| 1    | Svizzera   | Werner Schweizer, Fritz Feldmann Rudolf Homberger, Oskar Neuenschwander Hermann Betschart, Hans Homberger Alexander Homberger, Karl Schmid Tim:Rolf Spring | 6'08"4 |
| 2    | Germania   | Alfred Rieck, Helmut Radach Hans Kuschke, Heinz Kaufmann Gerd Völs, Werner Loeckle Hans-Joachim Hannemann, Herbert Schmidt Tim:Wilhelm Mahlow              | 6'08"5 |
| 3    | Jugoslavia | Linardo Bujas, Rade Sunara Vice Jurišić, Marjan Zaninović Ante Krnčević, Špiro Grubišić Stipe Krnčević, Ciril Ban Tim:Lino Ljubičić                        | 6'15"5 |
| 4    | Danimarca  | Remond Larsen, Olaf Klitgaard Poulsen Poul Byrge Poulsen, Keld Karise Bjørner Drøger, Carl Berner Knud Olsen, Emil Boje Jensen Tim:Harry Gregersen         | 6'18"0 |

### Recuperi
Si sono disputati il 13 agosto. I vincitori di ciascuna serie in finale.
| Pos. | Nazione        | Atleti | Tempo  |
| ---- | -------------- | --- | ------ |
| 1    | Germania       | Alfred Rieck, Helmut Radach Hans Kuschke, Heinz Kaufmann Gerd Völs, Werner Loeckle Hans-Joachim Hannemann, Herbert Schmidt Tim:Wilhelm Mahlow        | 6'44"9 |
| 2    | Australia      | Len Einsaar, Joe Gould Merv Wood, Walter Jordan William Cross, George Elias Wal Mackney, Don Ferguson Tim:Norman Ella                                | 6'55"1 |
| 3    | Cecoslovacchia | Karel Brandstätter, Pavel Parák Jan Holobrádek, Ladislav Smolík František Šír, František Kobzík Rudolf Baránek, Antonín Hrstka Tim:Bedřich Procházka | 7'07"8 |

| Pos. | Nazione    | Atleti | Tempo  |
| ---- | ---------- | --- | ------ |
| 1    | Italia     | Guglielmo Del Bimbo, Dino Barsotti Oreste Grossi, Enzo Bartolini Mario Checcacci, Dante Secchi Ottorino Quaglierini, Enrico Garzelli Tim:Cesare Milani | 6'35"6 |
| 2    | Giappone   | Tadashi Negishi, Masaru Kashiwahara Shusui Sekigawa, Isamu Mita Osamu Kitamura, Haruyoshi Nakagawa Takeo Hori, Yoshiteru Suzuki Tim:Tadashi Shimijima  | 6'42"3 |
| 3    | Jugoslavia | Linardo Bujas, Rade Sunara Vice Jurišić, Marjan Zaninović Ante Krnčević, Špiro Grubišić Stipe Krnčević, Ciril Ban Tim:Lino Ljubičić                    | 6'47"3 |
| 4    | Brasile    | Arno Franzen, Maximo Fava Ernesto Sauter, Alfredo de Bôer Frederico Tadevald, Henrique Kranen Nilo Franzen, Lauro Franzen Tim:Rodolpho Rath            | 7'06"1 |

| Pos. | Nazione       | Atleti | Tempo  |
| ---- | ------------- | --- | ------ |
| 1    | Gran Bretagna | Annesley Kingsford, Tom Askwith McAllister Lonnon, Desmond Kingsford John Cherry, John Couchman Hugh Mason, Ran Laurie Tim:Noel Duckworth             | 6'29"3 |
| 2    | Canada        | Cedric Liddell, Grey McLeish Joseph Harris, Ben Sharpe Jack Cunningham, Charles Matteson Harry Fry, Sandy Saunders Tim:George MacDonald               | 6'33"8 |
| 3    | Francia       | Émile Lecuirot, Louis Devillié Henri Souharce, Alphonse Bouton Camille Becanne, Bernard Batillat Jean Cottez, Marcel Charletoux Tim:Claude Lowenstein | 6'36"6 |

### Finale
Si è disputata il 14 agosto.
| Pos.    | Nazione       | Atleti | Tempo  |
| ------- | ------------- | --- | ------ |
| Oro     | Stati Uniti   | Roger Morris, Charles Day Gordon Adam, John White James McMillin, George Elwood Hunt Joe Rantz, Donald Hume Tim:Robert Moch                                | 6'25"4 |
| Argento | Italia        | Guglielmo Del Bimbo, Dino Barsotti Oreste Grossi, Enzo Bartolini Mario Checcacci, Dante Secchi Ottorino Quaglierini, Enrico Garzelli Tim:Cesare Milani     | 6'26"0 |
| Bronzo  | Germania      | Alfred Rieck, Helmut Radach Hans Kuschke, Heinz Kaufmann Gerd Völs, Werner Loeckle Hans-Joachim Hannemann, Herbert Schmidt Tim:Wilhelm Mahlow              | 6'26"4 |
| 4       | Gran Bretagna | Annesley Kingsford, Tom Askwith McAllister Lonnon, Desmond Kingsford John Cherry, John Couchman Hugh Mason, Ran Laurie Tim:Noel Duckworth                  | 6'30"1 |
| 5       | Ungheria      | Pál Domonkos, Sándor von Korompay Hugó Ballya, Imre Kapossy Antal Szendey, Gábor Alapy Frigyes Hollósi, László Szabó Tim:Ervin Kereszthy                   | 6'30"3 |
| 6       | Svizzera      | Werner Schweizer, Fritz Feldmann Rudolf Homberger, Oskar Neuenschwander Hermann Betschart, Hans Homberger Alexander Homberger, Karl Schmid Tim:Rolf Spring | 6'35"8 |